# Макиси, Йосихару
Йосихару Макиси (яп. 真喜志慶治; род. 13 ноября 1973, Наха) — японский дзюдоист, призёр чемпионата Японии, чемпион Универсиады, призёр чемпионата мира.

## Карьера
Выступал в тяжёлой (свыше 95 кг) и абсолютной весовых категориях. Серебряный призёр чемпионата Японии 1995 года. В 1994 и 1996 годах становился победителем престижного международного турнира памяти Дзигоро Кано. В 1995 году стал чемпионом домашней Универсиады в Фукуоке. В 1997 году взял серебро чемпионата мира в Париже в абсолютной категории. В финальной схватке Макиси уступил поляку Рафалу Кубацкому.